# Texture procédurale
 (septembre 2014).
Si vous disposez d'ouvrages ou d'articles de référence ou si vous connaissez des sites web de qualité traitant du thème abordé ici, merci de compléter l'article en donnant les références utiles à sa vérifiabilité et en les liant à la section « Notes et références ».

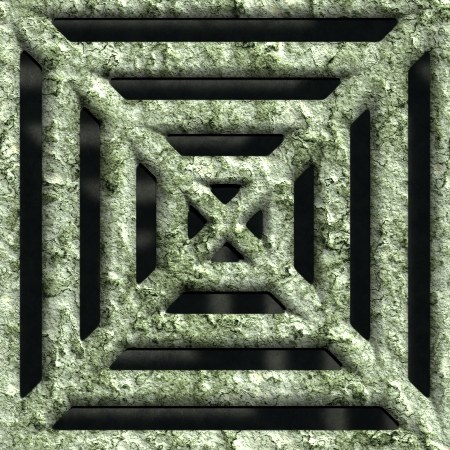
Une texture procédurale générée avec l'éditeur de textures Genetica.

Une texture procédurale est une image de synthèse créée en utilisant un algorithme de génération procédurale conçu pour produire une représentation réaliste d'éléments naturels tels que le bois, le marbre, le métal ou la pierre, ou au contraire une texture abstraite.
L'aspect naturel du résultat est habituellement obtenu par l'emploi de bruit fractal et de fonctions de turbulence. Ces fonctions servent à reproduire le caractère aléatoire de ce qu'on trouve dans la nature.
En général, ces bruits et fonctions fractales sont simplement utilisées pour « déranger » la texture d'une façon apparemment naturelle, par exemple avec l'ondulation des veines du bois. D'autres textures, comme celles du marbre, sont basées sur une représentation graphique du bruit fractal.
Les textures en infographie sont souvent jointives.